# 栗駒山
栗駒山（くりこまやま）は、山体が宮城県、秋田県、岩手県の三県にまたがる山。第四紀の安山岩質からなる成層火山（活火山）である。標高は1,626 m。三角点の名称は酢川岳である。山頂部は宮城県と岩手県の境界になっている。
奥羽山脈に属し、焼石岳や神室山とともに栗駒国定公園や栗駒山・栃ヶ森周辺森林生態系保護地域として指定されている。二百名山、花の百名山の一つである。

## 概要
山名は初夏になると山頂西側に「駒姿」と呼ばれる馬の雪形が現れることに由来する。また、主に岩手県では須川岳（すかわだけ）、秋田県では大日岳（だいにちだけ）、宮城県では駒ヶ岳（こまがたけ）の別名で呼ばれることもある。

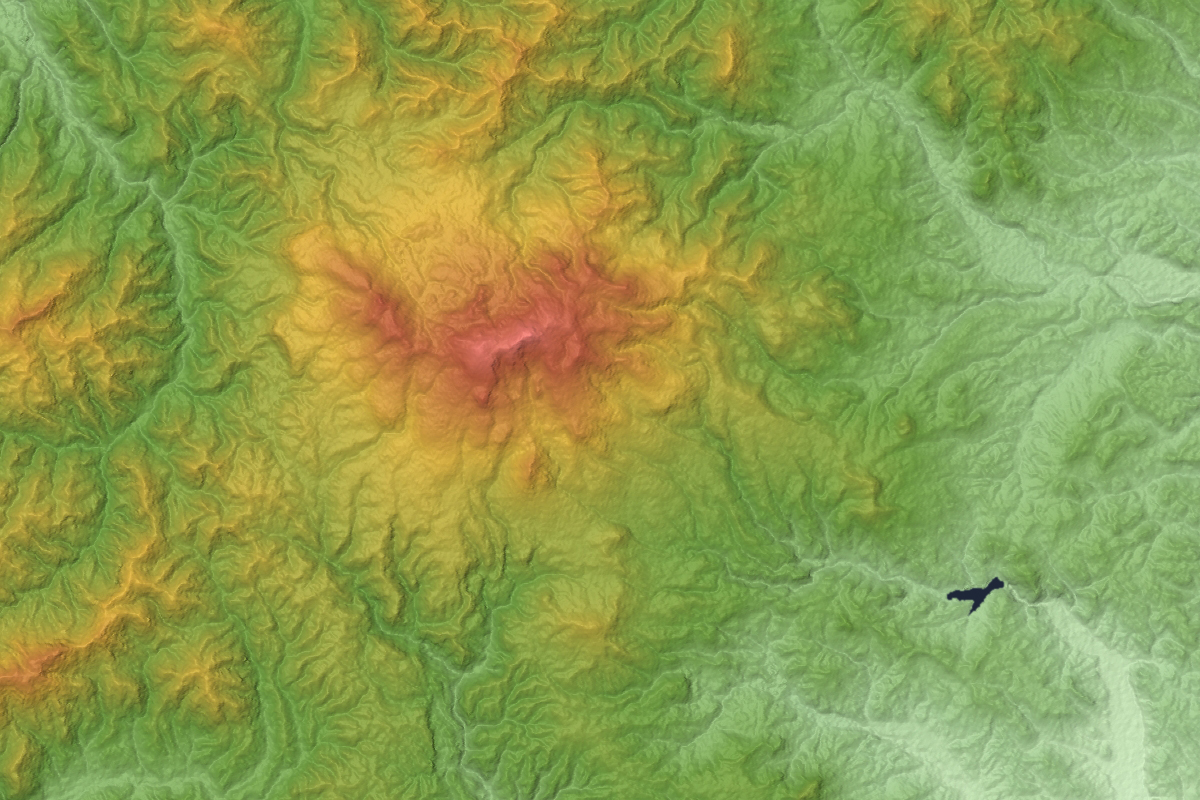
栗駒火山の火山体地形図

栗駒火山は更新世中期（およそ50万年前頃）に開始した。有史の記録では江戸時代の1744年（寛保3年）2月3日の噴火などがある。1944年（昭和19年）には昭和火口（昭和湖）の噴火が発生した。
山頂北側には溶岩円頂丘の剣岳がある。また、剣岳溶岩円頂丘の北方約500mには円弧状の「地獄釜」と呼ばれる火口状凹地（長さ約100m、幅約70m、深さ約50m）があり、江戸時代には「八幡山」又は「硫黄山」と呼ばれていた。
さらに山頂の北側には北西方向に開口する、直径およそ2.2 kmの馬蹄形のカルデラがあり、その延長上に延びる岩屑なだれによる斜面がみられる。岩屑なだれは東西2.5 km、南北4 kmの範囲に分布している。
毎年5月の第3日曜日に山開きが行われる。
山頂への登山コースが9本ある。最短は南東斜面の「いわかがみ平」から登る中央コースで。距離にして約3 km、所要時間は約2時間。山頂部は高木がなく眺めが良い。日本百名山を著した深田久弥は、その後書きの中で、「東北では秋田駒ヶ岳と栗駒山を百名山にいれるべきであったかもしれない」と述懐している。
栗駒山の紅葉は「神の絨毯」と称される。秋分のころ山頂から始まり、10月上旬にかけて次第に麓に降りてくる。
2008年の岩手・宮城内陸地震により、山体南東麓で大規模な地すべり（荒砥沢地すべり）が発生した。宮城県側の周辺には須川、駒ノ湯、温湯、湯ノ倉、湯浜等の温泉が点在するが、地震による影響で休業や廃業に追い込まれる被害を受けた。また、登山道も地震の影響を受けており、裏掛（新湯）コースなど崩落のため通行禁止となっている箇所もある。
火山噴火予知連絡会によって火山防災のために監視・観測体制の充実等の必要がある火山に選定されている。

## 画像解説

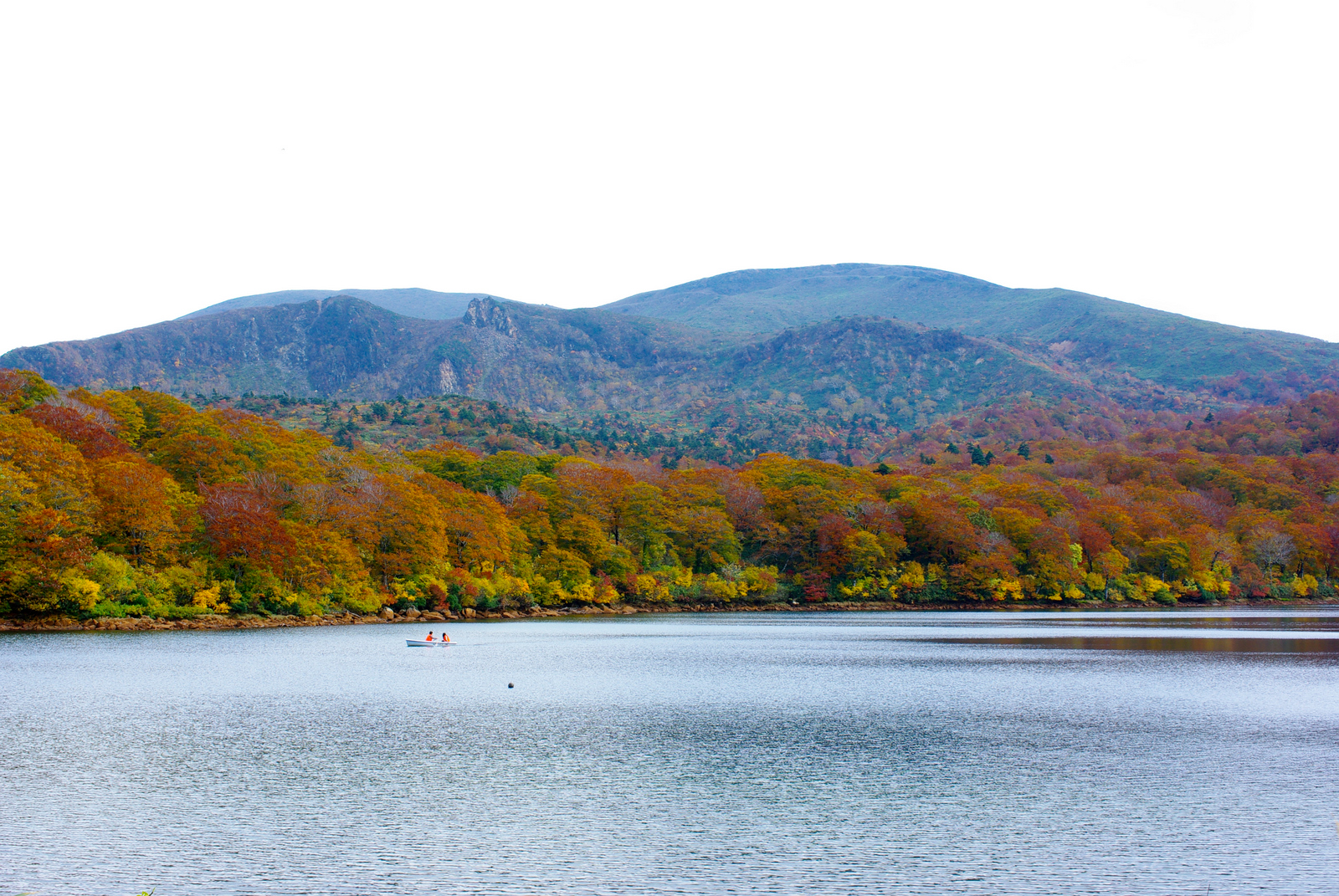
須川湖と須川岳
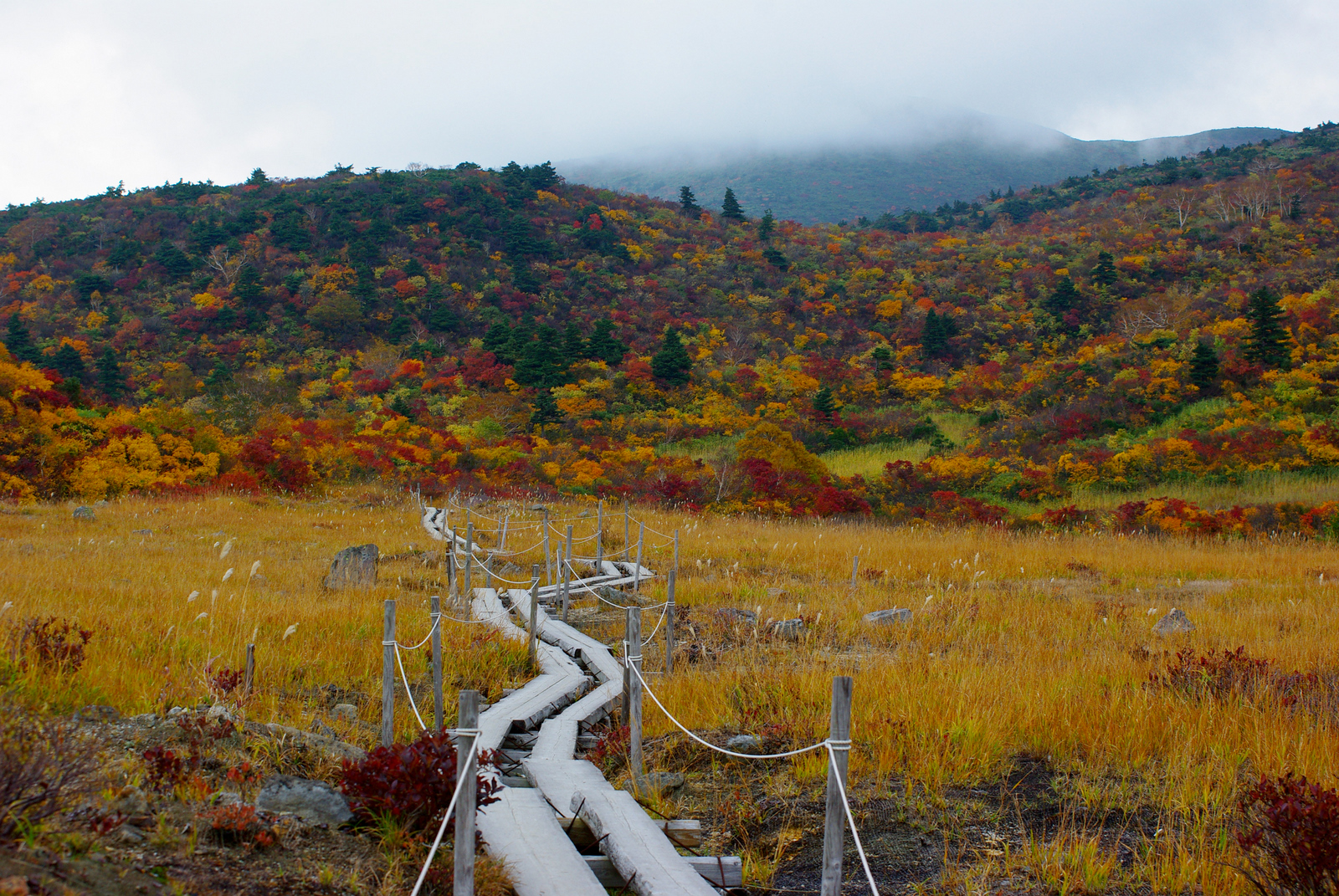
名残ヶ原
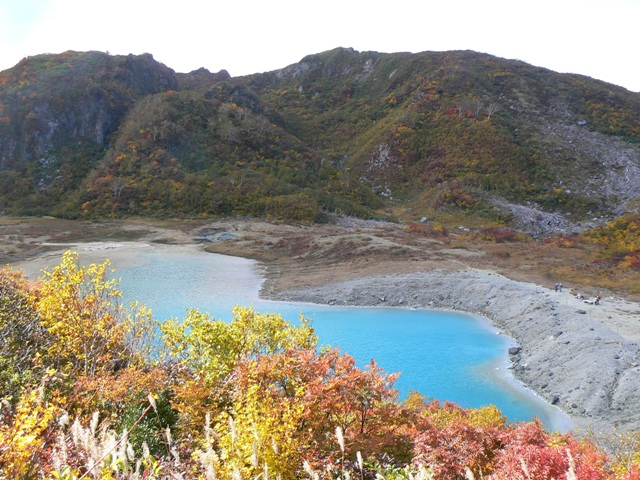
昭和湖と剣岳溶岩ドーム
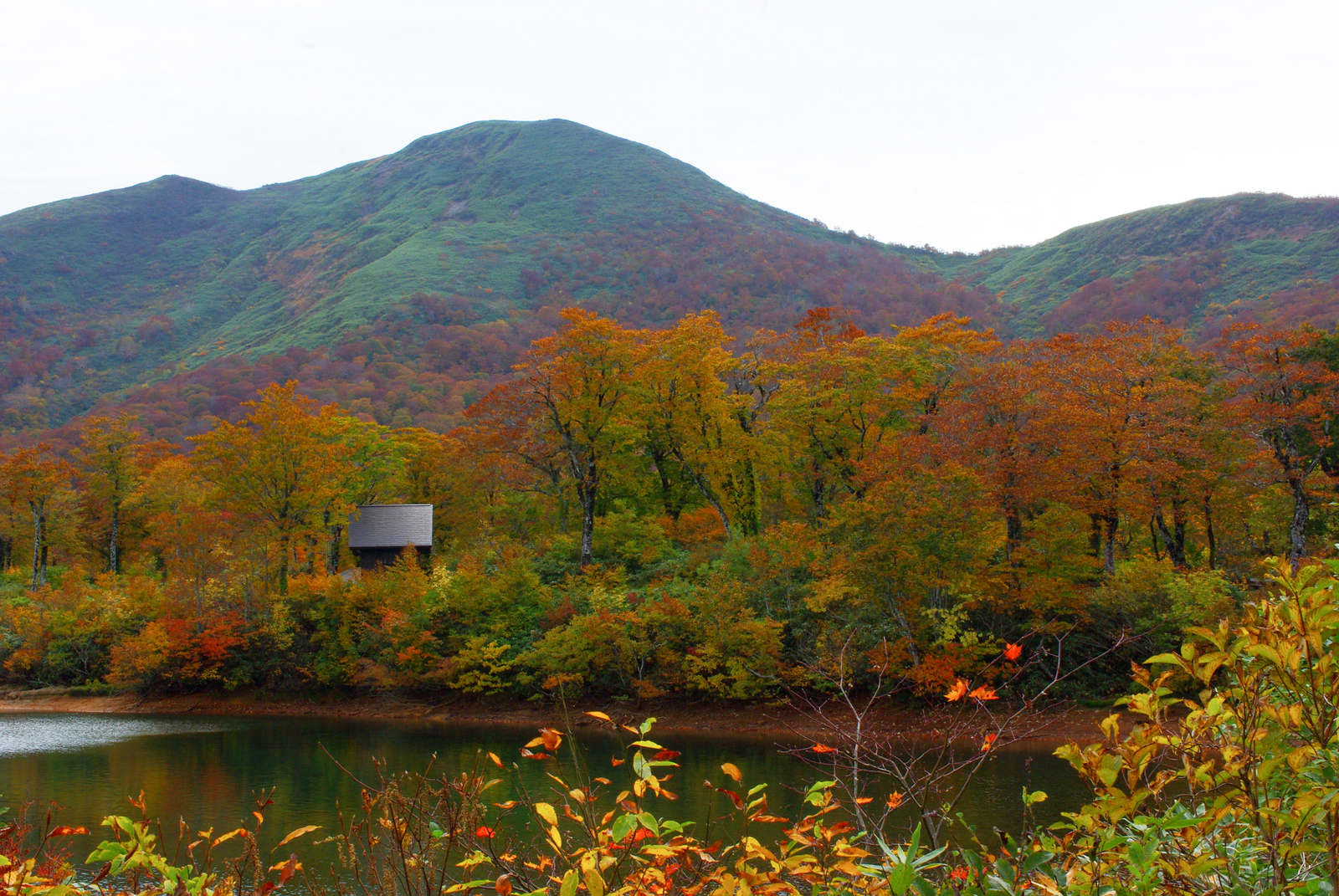
昭和湖畔から秣岳（まぐさだけ）
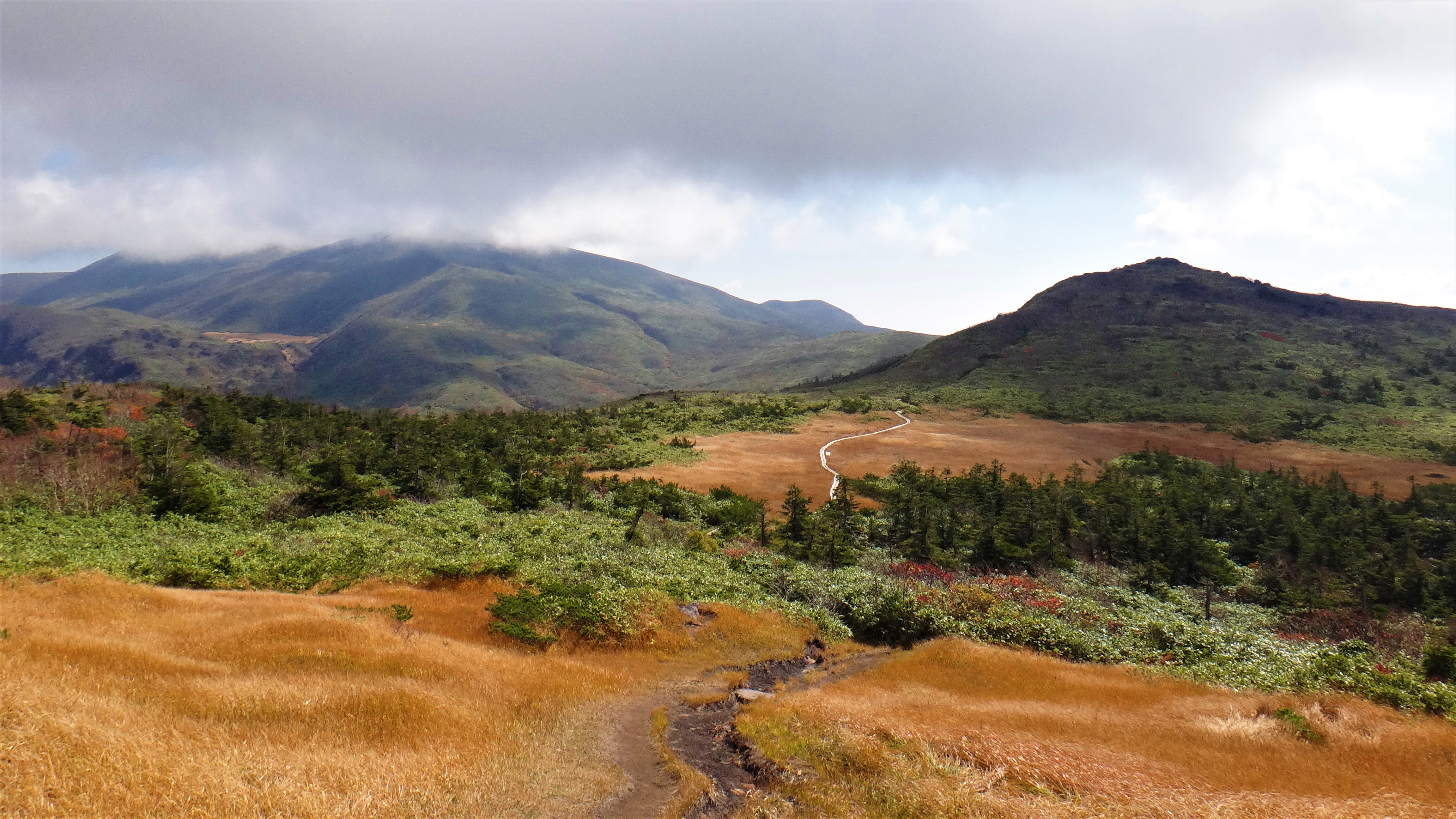
秣岳から見た栗駒山と須川岳
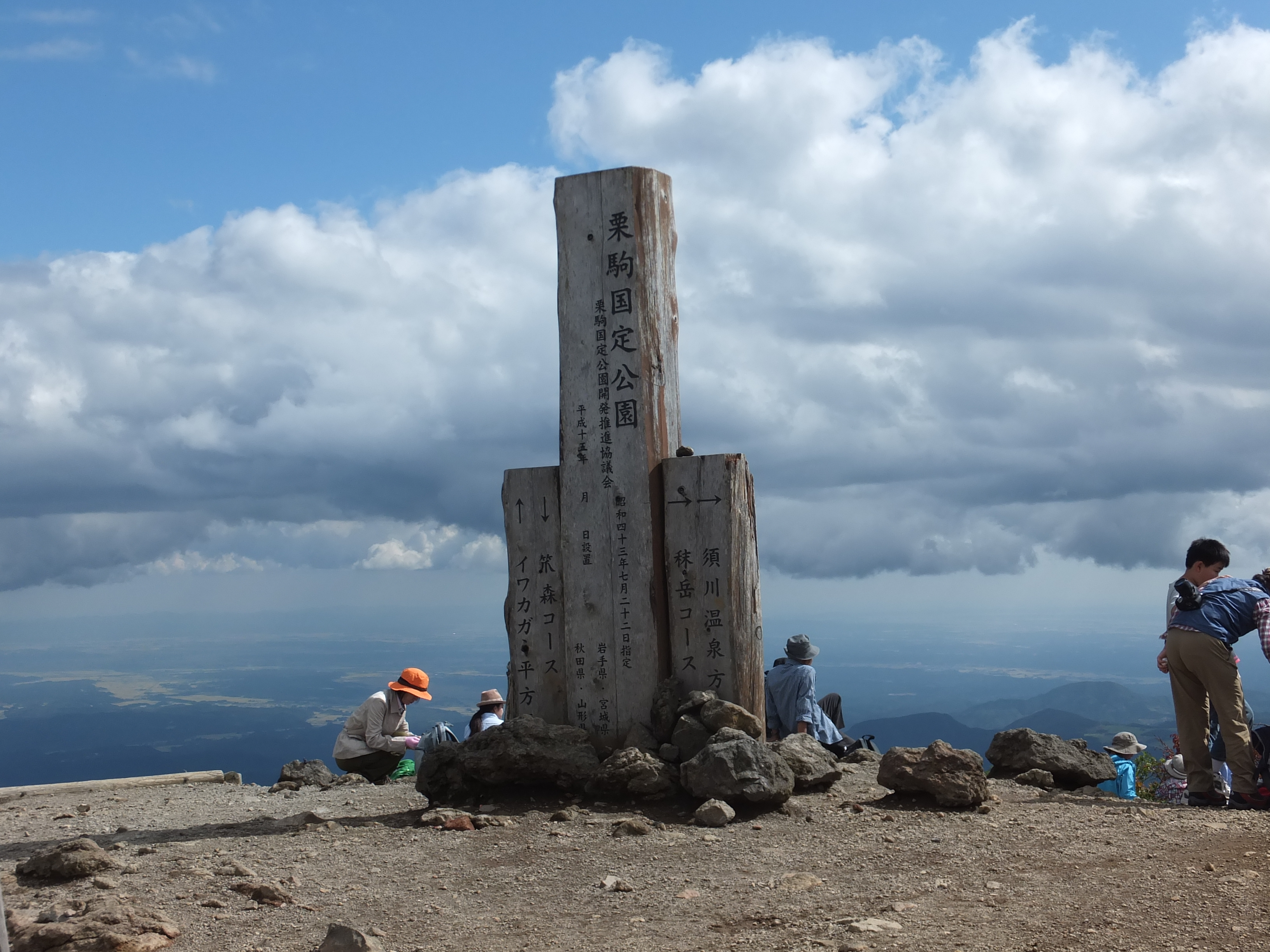
山頂標
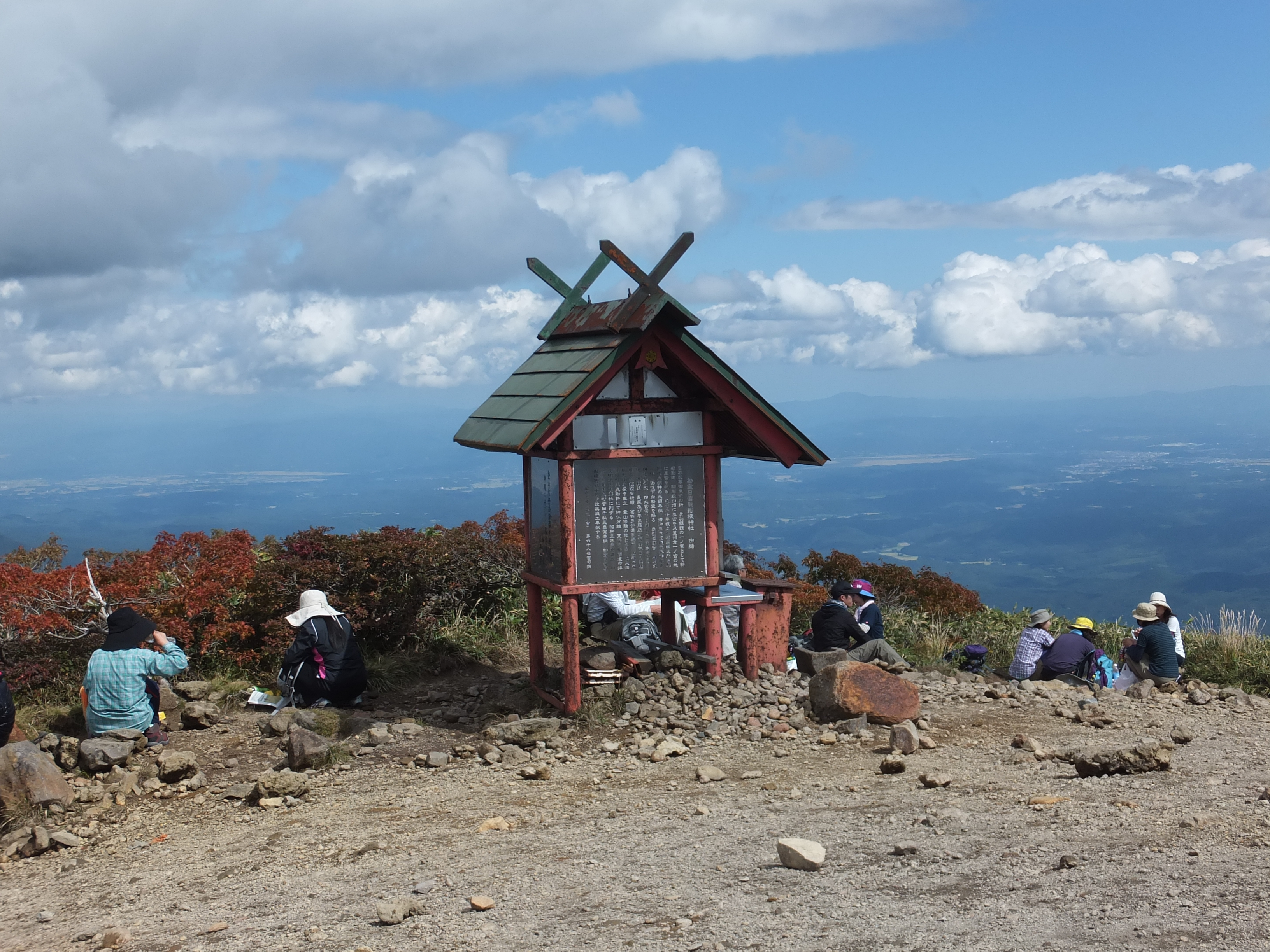
山頂にある駒形根神社の嶽宮
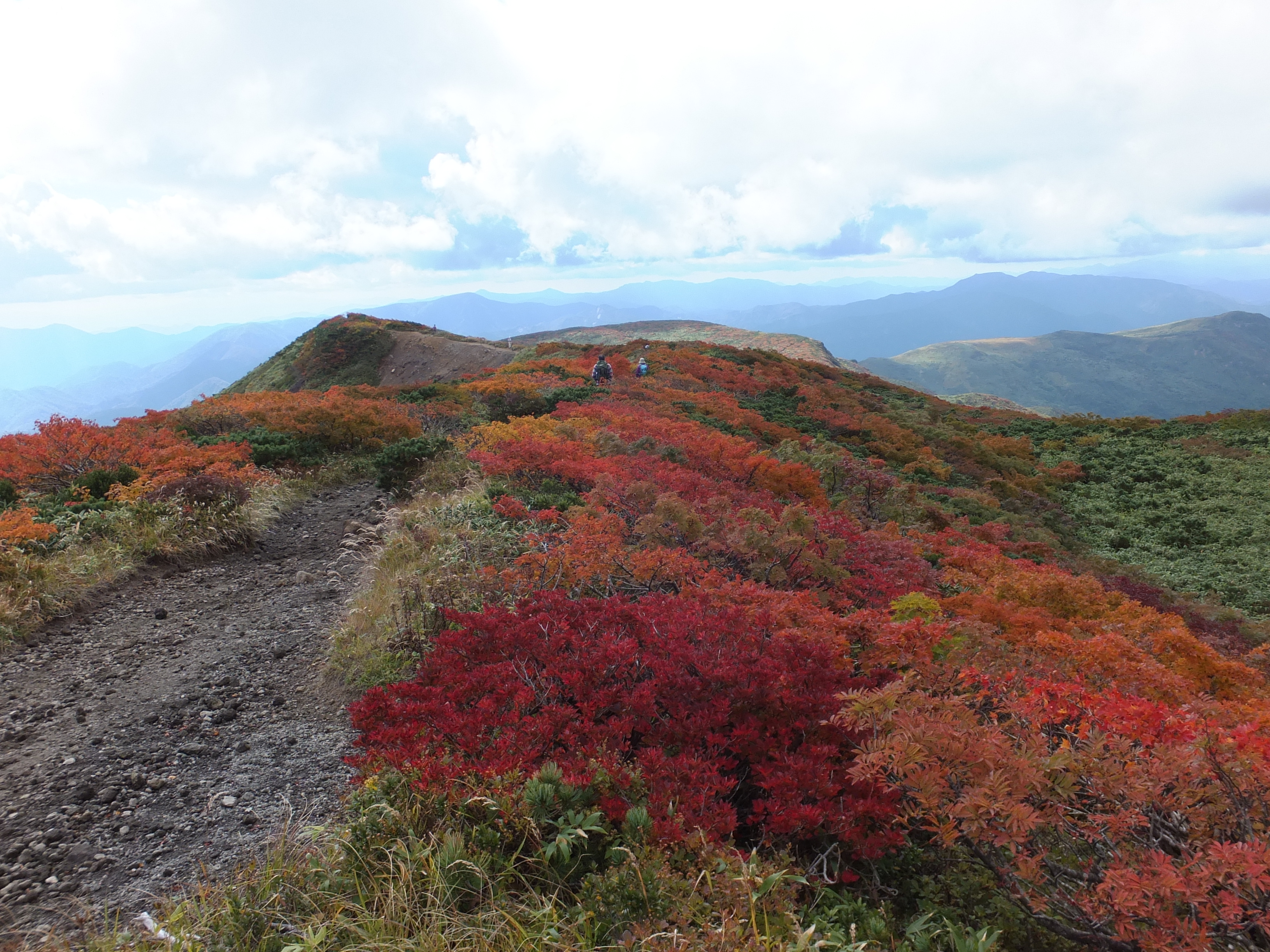
山頂部から南南西を望む
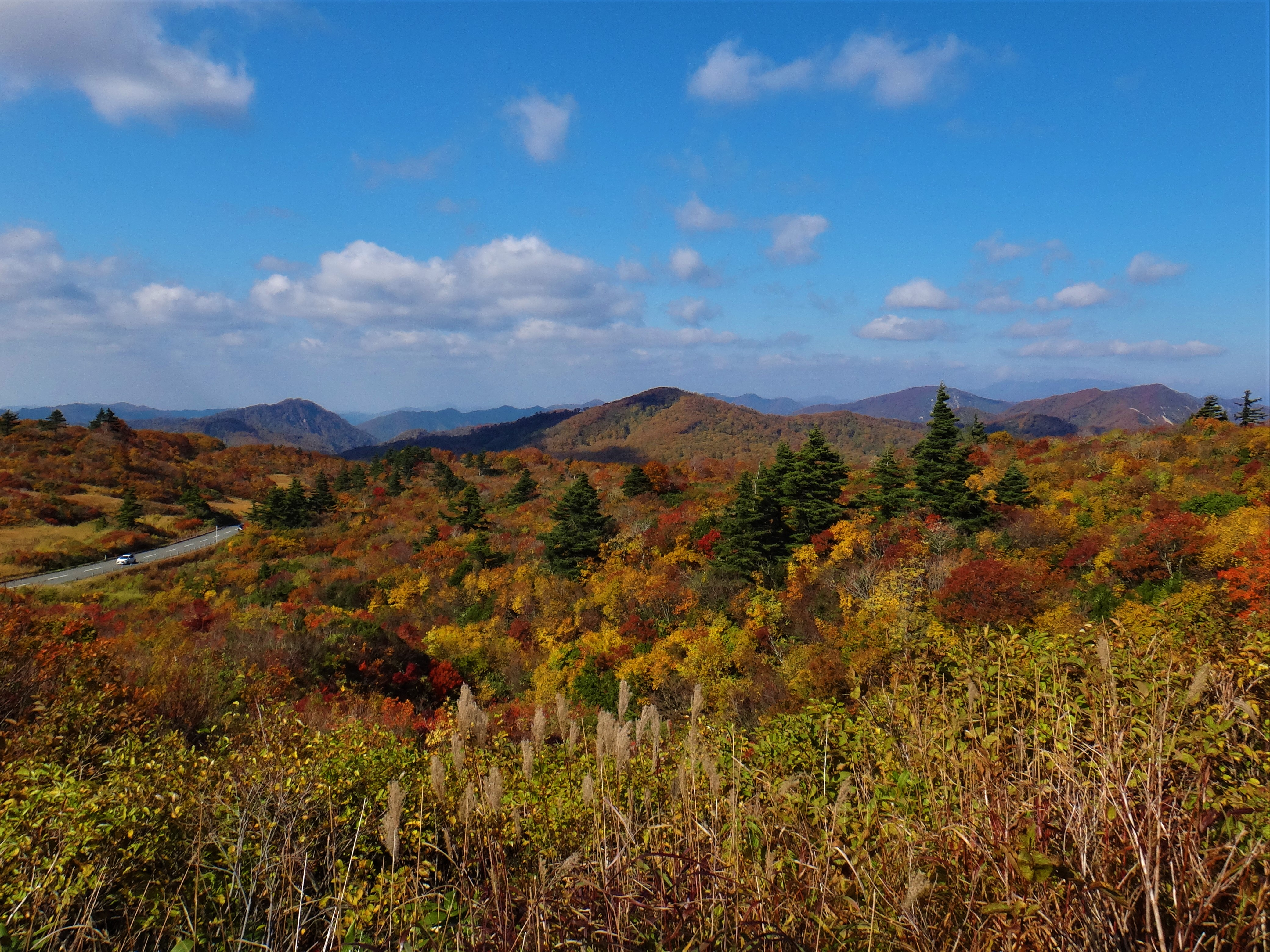
栗駒山荘付近からの紅葉の景色

## 昭和湖

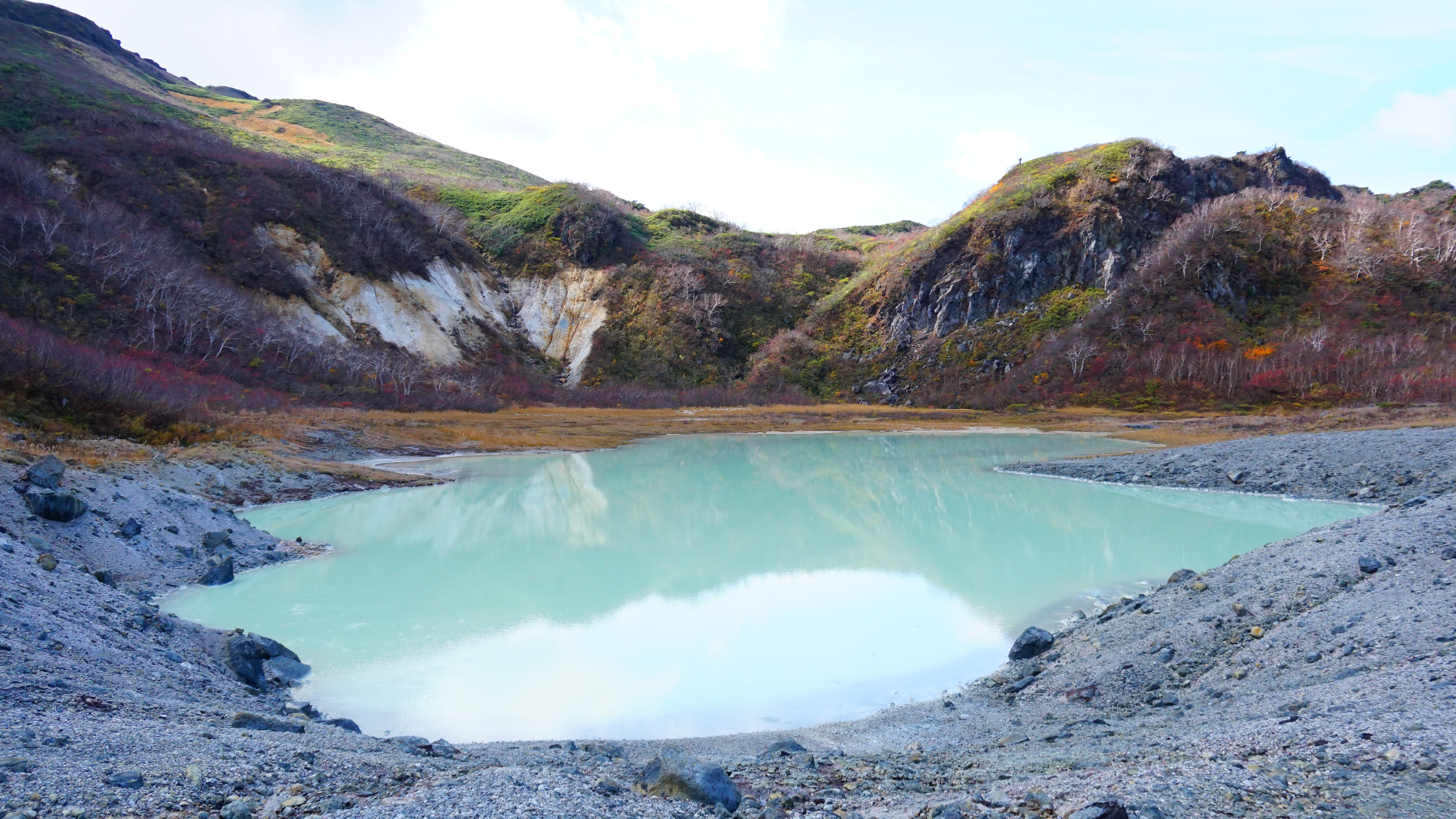
昭和湖（2018年10月）

昭和湖（しょうわこ）は、岩手県一関市にあり、栗駒山の山頂から北西方向の山腹、八合目付近に位置する火口湖である。1944年（昭和19年）に起きた水蒸気爆発でできた。ただしここは元から火口があった場所である。エメラルドグリーンの強酸性の水をたたえている。周辺は7月上旬から高山植物が咲き乱れる。須川高原温泉からの登山道の中間点にあり、登山者の休憩地として親しまれている。
2016年に設置された栗駒山火山防災協議会が策定したハザードマップでは、噴火口を昭和湖一帯に想定している。

## 須川湖

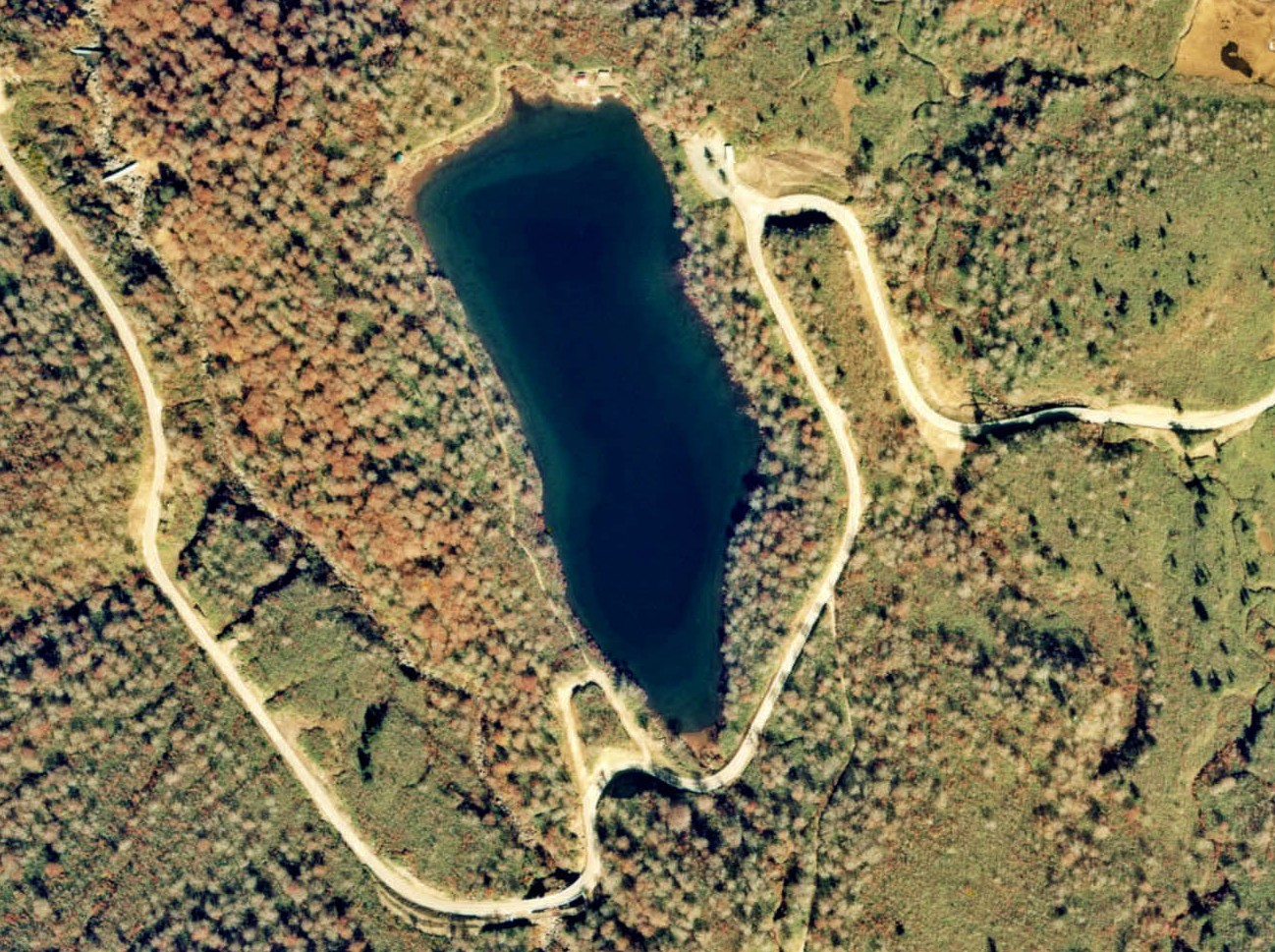
須川湖

須川湖（すかわこ）は、秋田県東成瀬村にある、南北に長い周囲2 km余りの湖。栗駒山の山頂から北西の中腹にある。水は澄んでいるが、酸性が強いため魚はいない。貸しボート、キャンプ場・周囲を巡る遊歩道が整備されている。新緑・紅葉の季節には美しい光景が広がる。須川高原温泉から秋田県側へ国道342号・秋田県道282号仁郷大湯線（栗駒道路）経由、車で5分（約1 km）。 

## 三角点
一等三角点 中心緯度経度： 北緯38°961211 東経140°789495 標高1,626.5 m

## アクセス
いずれも、冬季閉鎖区間あり
秋田県側
- 国道342号で横手市十文字町（国道13号交点）から須川温泉に至る
- 国道398号 - 秋田県道282号仁郷大湯線で湯沢市（湯沢インターチェンジ・国道13号交点）から須川温泉に至る
  - 秋田県側から登山口へ直接向かう路線バスの設定はなく、羽後交通『湯沢・小安線』の終点「鳥谷」停留所から秣岳登山口まで約14 km、湯浜コース入口まで約16 km離れている

岩手県側
- 国道342号で一関市中心部・一関インターチェンジから須川温泉に至る（このルートは一部狭隘路）
  - 岩手県交通により、『［12］須川温泉線』が季節運行（概ね5月上旬から11月上旬までの運行）で設定されており、終点「須川温泉」停留所が登山口付近に設置されている

宮城県側
- 宮城県道4号中田栗駒線 - 国道457号 - 宮城県道42号築館栗駒公園線で若柳金成インターチェンジからいわかがみ平に至る
  - ミヤコーバスにより、臨時路線バス『栗駒山紅葉号』が秋の紅葉シーズン（概ね9月中旬から10月下旬までの土曜・日曜・祝日運行）で設定されることがあり、終点「いわかがみ平」停留所が登山口付近に設置されている